# Isotria
Isotria ist eine Gattung in der Familie der Orchideen (Orchidaceae). Die nur zwei Arten sind im östlichen Nordamerika beheimatet.

## Beschreibung

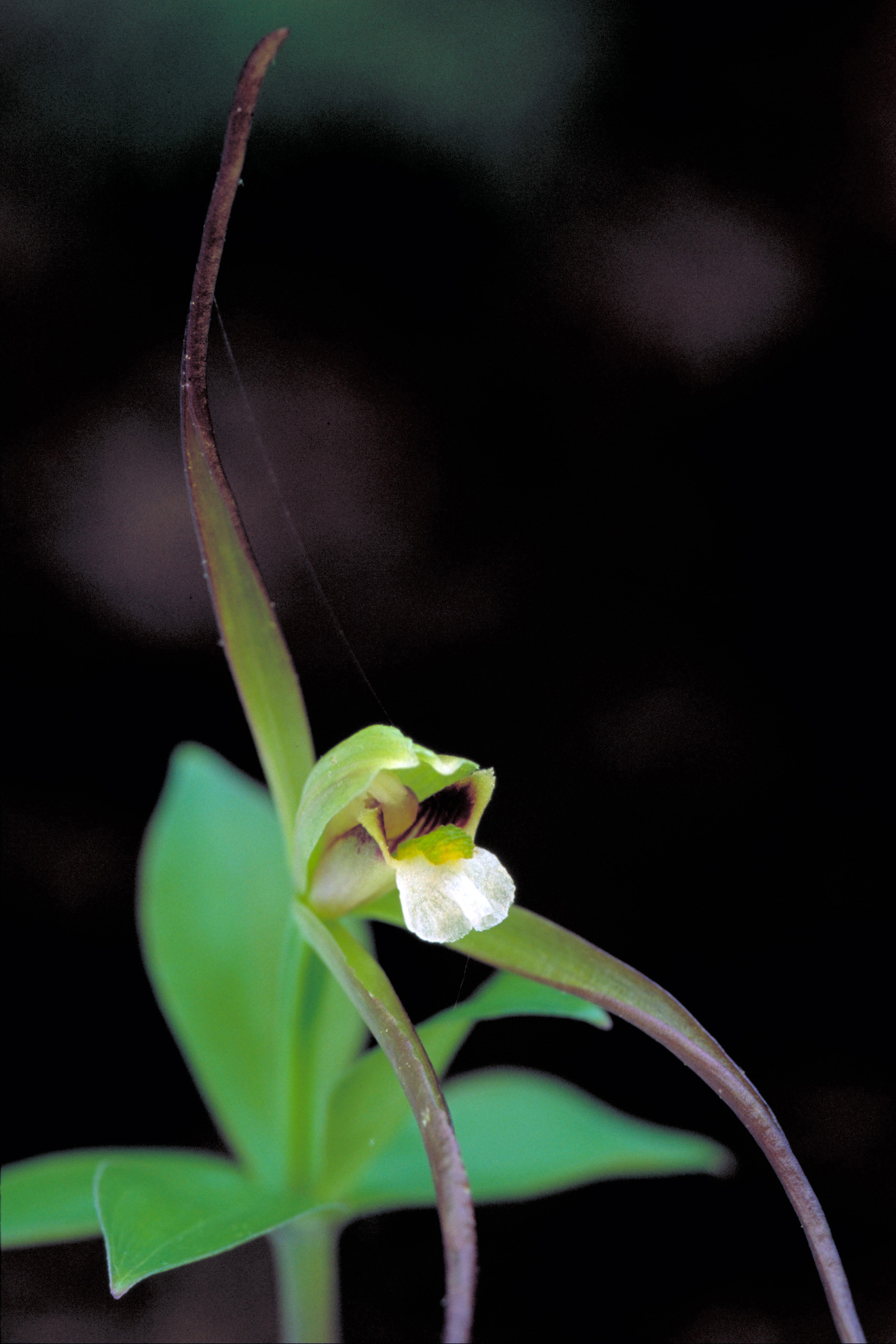
Isotria verticillata

Isotria-Arten sind kleine, ausdauernde krautige Pflanzen. Sie besitzen ein unterirdisches, dünnes, behaartes Rhizom. Die Wurzeln sind unverdickt und behaart. Der Spross ist aufrecht und hohl. Er trägt meist fünf Laubblätter in einem Quirl. Diese sind leicht bläulich bereift, oberhalb der Mitte am breitesten, sie enden spitz.
Der endständige Blütenstand enthält meist aus nur eine, gelegentlich zwei Blüten. Die Blüten sind resupiniert. Die zwittrigen Blüten sind zygomorph und dreizählig. Die Farbe der Blütenhüllblätter ist weiß, grünlich oder rotbraun. Die drei Sepalen sind nicht miteinander verwachsen und schmal lanzettlich geformt. Die Petalen sind kleiner, weisen nach vorne und formen über der Säule eine Blütenröhre. Die Lippe ist frei, dreilappig, der mittlere Lappen mit gewelltem Rand. Längs der Lippe verlaufen fleischige Schwielen. Die weiße Säule ist schlank, an der Basis befinden sich zwei Drüsen, am Ende trägt sie das Staubblatt. Das gegenüber der Säulenachse herabgebogene Staubblatt ist haubenartig von Gewebe der Säule (Klinandrium) umgeben, welches unregelmäßig gezähnt endet. Das Staubblatt besitzt seitlich zwei glatte, breite Anhängsel. Es enthält in zwei Kammern den Pollen, der lose zu je vier Pollenkörner (Tetraden) vorliegt.
Die Kapselfrucht steht aufrecht, sie enthält zahlreiche Samen. Die etwa 1,2 × 0,2 Millimeter großen Samen sind spindelförmig.
Die Chromosomenzahl beträgt 2n = 18.

## Standorte
Es werden Höhenlagen bis zu 2000 Meter besiedelt. Die Standorte liegen in Laubwäldern oder Mischwäldern. Sie wachsen sowohl auf feuchten wie auf trockenen Böden.

## Systematik und Verbreitung
Die Gattung Isotria gehört zur Tribus Pogonieae in der Unterfamilie Vanilloideae  innerhalb der Familie Orchidaceae. Nah verwandt sind sie mit Pogonia und der nordamerikanischen Gattung Cleistesiopsis.
Die Gattung Isotria wurde 1808 durch Constantine S. Rafinesque-Schmaltz in Medical Repository Band 5, Seite 357 aufgestellt. Der Gattungsname Isotria kommt vom griechischen Wort ἴσος isos für „gleich“, und τριάς trias für „Dreizahl; zu dritt“, und bezieht sich auf die drei gleich aussehenden Sepalen.
Isotria ist im östlichen Nordamerika verbreitet.
Die beiden Arten der Gattung Isotria sind:
- Isotria medeoloides (Pursh) Raf.: Sie kommt vom südöstlichen Ontario bis Missouri und North Carolina vor.[1]
- Isotria verticillata (Muehl. ex Willd.) Raf.: Sie kommt vom südöstlichen Ontario bis zu den zentralen und östlichen Vereinigten Staaten vor.[1]

## Belege
Die Informationen dieses Artikels stammen überwiegend aus:

## Weiterführendes
- Liste der Orchideengattungen